# Amon (król Judy)
Amon (hebr. אָמוֹן) (ur. 661 r., zm. 639 r. p.n.e. w Jerozolimie) – syn króla Manassesa i Meszullemet z Jotby, władca starożytnej Judy. Panował w latach 640-639.
Zginął z rąk dworzan w swoim pałacu. Spiskowcy zostali schwytani i straceni, a króla pochowano w ogrodzie Uzza.
Z Jedidą z Boskat miał syna Jozjasza, który po śmierci ojca objął jego tron.